# جويل هوبكينز
جويل هوبكينز (بالإنجليزية: Joel Hopkins)‏ هو كاتب سيناريو ومخرج بريطاني، ولد في 6 سبتمبر 1970 في لندن في المملكة المتحدة.

## وصلات خارجية
- جويل هوبكينز على موقع IMDb (الإنجليزية)
- جويل هوبكينز على موقع ألو سيني (الفرنسية)
- جويل هوبكينز على موقع أول موفي (الإنجليزية)
- جويل هوبكينز على موقع قاعدة بيانات الأفلام السويدية (السويدية)
- جويل هوبكينز على موقع قاعدة بيانات الفيلم (الإنجليزية)
- جويل هوبكينز على موقع كينوبويسك (الروسية)